# For the Queen's Honor
For the Queen's Honor è un cortometraggio del 1911 diretto da Thomas H. Ince e interpretato da King Baggot, Mary Pickford e Owen Moore.

## Produzione
Il film fu prodotto dall'Independent Moving Pictures Co. of America (IMP).

## Distribuzione
Il film - un cortometraggi in una bobina - uscì nelle sale statunitensi il 6 luglio 1911, distribuito dalla Motion Picture Distributors and Sales Company. Non si conoscono copie ancora esistenti della pellicola che viene considerata presumibilmente perduta.